# Париж горит
«Париж горит» (англ. Paris Is Burning) — американский документальный фильм 1990 года режиссёра Дженни Ливингстон. Снятый в 1980-х годах, он показывает вог-культуру и культуру дрэг-баллов Нью-Йорка и включённые в неё латиноамериканские, афроамериканские и ЛГБТ+-сообщества.

## Содержание
Фильм исследует «балы», в которых участники, придерживаясь конкретной «категории» или темы, устраивали аналоги модных показов. Из-за неприятия общественостью, латиноамериканское и афроамериканское ЛГБТ+ сообщество не могло полноценно вписаться в общество из-за чего одна из самых популярных «категорий» стала «realness», задача которой была преподнести себя как человека определённого социального статуса и пола, который они изображают. Во время бала, участники исполняют вариативную версию танца вог, базирующийся на модельных позах и подиумной походке. Отличительные особенности: быстрая техника движения руками, вычурная, манерная походка, падения, вращения, обильное количество позирования и эмоциональная игра. Название танца отсылает на одноимённый журнал «Vogue», символизирующий высокую моду, к которой участники культуры балов не могли приблизиться из-за своего социального статуса. Конкурсантов оценивают по таким критериям, как их танцевальный талант, их одежда и «реалистичность» их образа.
Балы стали местом, где трансгендерные люди и драг-королевы могли показать себя, не боясь осуждения общества за их гендерную идентичность.
Бо́льшая часть фильма чередуется кадрами балов и интервью с участниками сцены, включая Пеппер ЛаБейжа, Дориан Кори, Энджи Экстраваганза и Вилли Нинджа, рассказывающими как устроена культура балов. Многие из участников, претендующих на призы, являются представителями «домов», которые выступают в качестве семей для людей, чья биологическая семья не приняла их. Они выступают в роли семей и социальных групп, зачастую имея при себе «мать» или «отца» дома, которые являются его основателями. Дома и участники сцены, которые постоянно выигрывают трофеи, в конечном итоге получают «легендарный» статус.

## Наследие
В 1990 году Мадонна выпустила песню «Vogue», которая напрямую отсылает к одноимённому танцу, а в видеоклипе на песню используются элементы движения вога. Несмотря на то, что в 1989 году Малькольм Макларен занял первое место в чарте Billboard Dance Chart с песней «Deep in Vogue», именно Мадонна сделала танец популярным, а успех песни вывел этот культурный феномен из подполья на широкую общественность. До этого вог танцевали исключительно в нелегальных гей-барах и клубах Нью-Йорка.
В 2016 году фильм был выбран Национальным реестром фильмов для хранения в Библиотеке Конгресса как «культурно, исторически и эстетически значимый».
В 2018 году состоялась премьера сериала «Поза», действия которого разворачиваются в Нью-Йорке конца 1980-х — начале 1990-х годов, является первым развлекательным шоу о балл-культуре. Шоу показывает несколько сегментов жизни — культуру дрэг-баллов, жизнь даунтауна, а также влияние СПИДа на ЛГБТ+ сообщество того времени.